# العسالي (دمشق)
العسالي هو أحد الأحياء الشعبية في منطقة القدم في مدينة دمشق. يقع أقصى جنوب العاصمة دمشق، وهو ملاصق لحي الحجر الاسود ومخيم اليرموك ومنطقة السبينة في ريف دمشق.
ينحدر غالبية سكانه من محافظات درعا والقنيطرة، بالإضافة لأقلية كردية وتركمانية. يقدّر عدد سكانه بين 70 إلى 100 ألف نسمة.
يغلب الطابع العشوائي على الحي، الذي من أهم معالمه:
- سوق الخضار
- مجمع سادكوب
- مجمع القدم الصناعي
- سفريات الجميل

## العسالي فيالأزمة السورية
بقيت المنطقة بعيدة عن الأعمال العسكرية المرافقة للحرب حتى عام2012 حيث سيطرت مجموعات معارضة على المنطقة منذ ذلك الحين بشكل كامل.
تعرض الحي لدمار كبير بمنازل وممتلكات المدنيين جراء المعارك العنيفة بين قوات الحكومة والمجموعات المسلحة المعارضة.
في عام 2014 جرى توقيع اتفاقية هدنة سمحت القوات الحكومية بموجبها بدخول وخروج المدنيين للحي باستثناء الذكور دون 30 سنة. ولكن تلك الاتفاقية لم تدم أكثر من شهرين حيث انه في عام2015 سيطرت مجموعات تابعة ل تنظيم الدولة الإسلامية قادمة من حي الحجر الاسود المجاور على معظم المنطقة.
سيطر قوات الجيش السوري على كامل الحي في منتصف عام 2018 وهي حتى الآن خالية تماما من السكان بانتظار تنفيذ المرسوم رقم /66/ القاضي بتنظيم المنطقة وتسميتها باسم "باسيليا سيتي".